# TRT Avaz
TRT Avaz (vormals TRT Türk) ist ein Fernsehsender der Türkischen Radio- und Fernsehrundfunkanstalt. Hauptzielregionen des Senders sind der Balkan, der Kaukasus sowie Zentralasien. Im Programm des Senders werden verschiedene Turksprachen wie Aserbaidschanisch, Kirgisisch, Usbekisch und Turkmenisch verwendet. Serien, die in diesen Ländern produziert werden, sind auf dem Sender mit türkischem Untertitel zu sehen. TRT Avaz ging am 21. März, dem traditionellen Neujahrsfest Nevruz im Kaukasus und Zentralasien, auf Sendung.

## Empfang
TRT Avaz ist über den Westbeam des Satelliten Türksat 3A 42° Ost unverschlüsselt und kostenlos empfangbar.
| Parameter    |            |
| ------------ | ---------- |
| Frequenz     | 11.093     |
| Polarisation | Horizontal |
| Symbolrate   | 2444       |
| FEC          | 3/4        |